# Рафаэл-Жамбейру
Рафаэл-Жамбейру (порт. Rafael Jambeiro)  —  муниципалитет в Бразилии, входит в штат Баия. Составная часть мезорегиона Северо-центральная часть штата Баия. Входит в экономико-статистический микрорегион Фейра-ди-Сантана. Население составляет 22 620 человек на 2006 год. Занимает площадь 1234,248 км². Плотность населения — 18,3 чел./км².

## Статистика
- Валовой внутренний продукт на 2003 год составляет 36 280 798,00 реалов (данные: Бразильский институт географии и статистики).
- Валовой внутренний продукт на душу населения на 2003 год составляет 1604,56 реала (данные: Бразильский институт географии и статистики).
- Индекс развития человеческого потенциала на 2000 год составляет 0,569 (данные: Программа развития ООН).